# Xã Carrigan, Quận Marion, Illinois
Xã Carrigan (tiếng Anh: Carrigan Township) là một xã thuộc quận Marion, tiểu bang Illinois, Hoa Kỳ. Năm 2010, dân số của xã này là 380 người.